# Flermärkesstrategi
Flermärkesstrategi är när ett företag marknadsför två eller flera sinsemellan konkurrerande produkter under skilda varumärken. Skälet kan vara att ett enda varumärke – hur bra det än är – sällan kan uppnå en marknadsandel på mer än 50 %. Genom att marknadsföra flera varumärken inom samma produktkategori kan företaget uppnå en större total marknadsandel.
Företag som använt sig av denna stragei under en längre tid är bl.a. Nestlé, Kraft Foods och Unilever. På senare år[när?] har bl.a. Coca-Cola börjat använda sig av samma strategi.
Inom bilindustrin talar man i stället om badge engineering.